# Comuna Remetea Chioarului, Maramureș
Remetea Chioarului (în maghiară: Kővárremete) este o comună în județul Maramureș, Transilvania, România, formată din satele Berchez, Berchezoaia, Posta, Remecioara și Remetea Chioarului (reședința).

## Demografie
Componența etnică a comunei Remetea Chioarului
     Români (73,26%)
     Romi (10,87%)
     Maghiari (9,32%)
     Alte etnii (6,56%)
Componența confesională a comunei Remetea Chioarului
     Ortodocși (71,43%)
     Reformați (9,63%)
     Penticostali (5,8%)
     Martori ai lui Iehova (2,93%)
     Creștini după evanghelie (2,28%)
     Alte religii (0,83%)
     Necunoscută (7,11%)
Conform recensământului efectuat în 2021, populația comunei Remetea Chioarului se ridică la 2.898 de locuitori, în creștere față de recensământul anterior din 2011, când fuseseră înregistrați 2.834 de locuitori. Majoritatea locuitorilor sunt români (73,26%), cu minorități de romi (10,87%) și maghiari (9,32%). Din punct de vedere confesional, majoritatea locuitorilor sunt ortodocși (71,43%), cu minorități de reformați (9,63%), penticostali (5,8%), martori ai lui Iehova (2,93%) și creștini după evanghelie (2,28%), iar pentru 7,11% nu se cunoaște apartenența confesională.

## Politică și administrație
Comuna Remetea Chioarului este administrată de un primar și un consiliu local compus din 11 consilieri. Primarul, Calin-Ovidiu Petrica[*], de la Partidul Social Democrat, este în funcție din 2016. Începând cu alegerile locale din 2024, consiliul local are următoarea componență pe partide politice:
|  | Partid                                 | Consilieri | Componența Consiliului | Componența Consiliului | Componența Consiliului | Componența Consiliului | Componența Consiliului |
|  | -------------------------------------- | ---------- | ---------------------- | ---------------------- | ---------------------- | ---------------------- | ---------------------- |
|  | Partidul Social Democrat               | 5          |                        |                        |                        |                        |                        |
|  | Partidul Național Liberal              | 4          |                        |                        |                        |                        |                        |
|  | Uniunea Democrată Maghiară din România | 1          |                        |                        |                        |                        |                        |
|  | Forța Dreptei                          | 1          |                        |                        |                        |                        |                        |

## Atracții turistice
- Biserica de lemn din Posta
- Biserica de lemn din Posta-Săpâia
- Biserica de lemn din Remetea Chioarului
- Biserica de lemn din Remecioara
- Biserica de lemn din Berchez
- Ruinele „Cetății Chioarului"

## Galerie de imagini

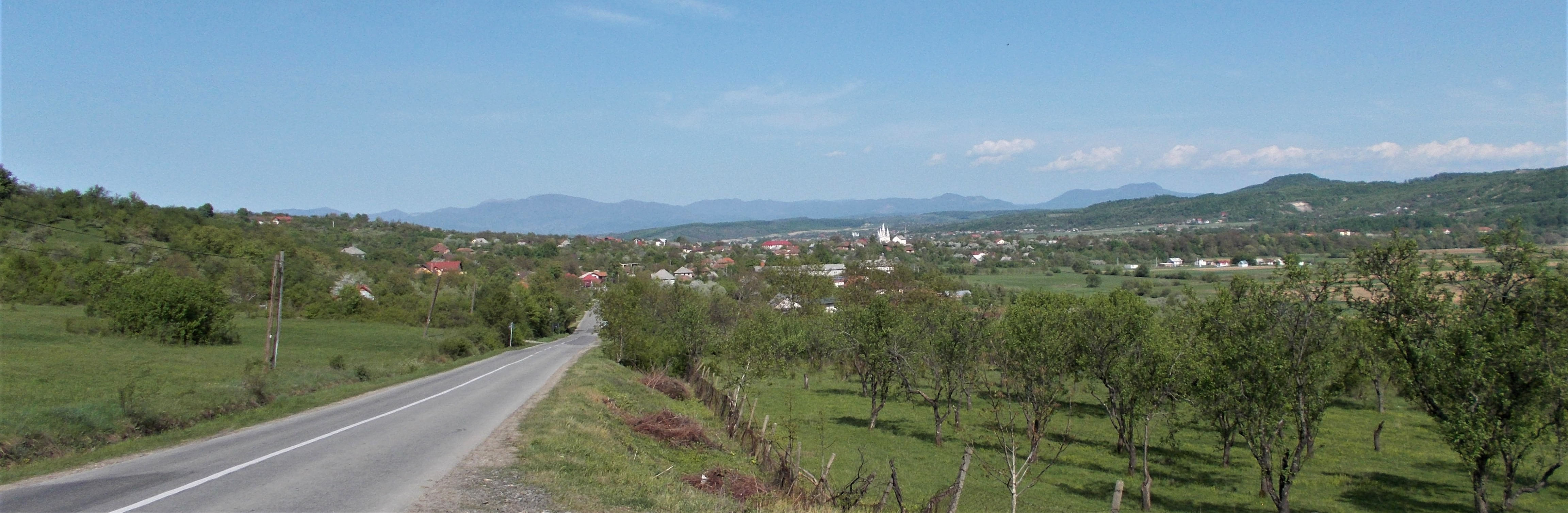
Remetea Chioarului
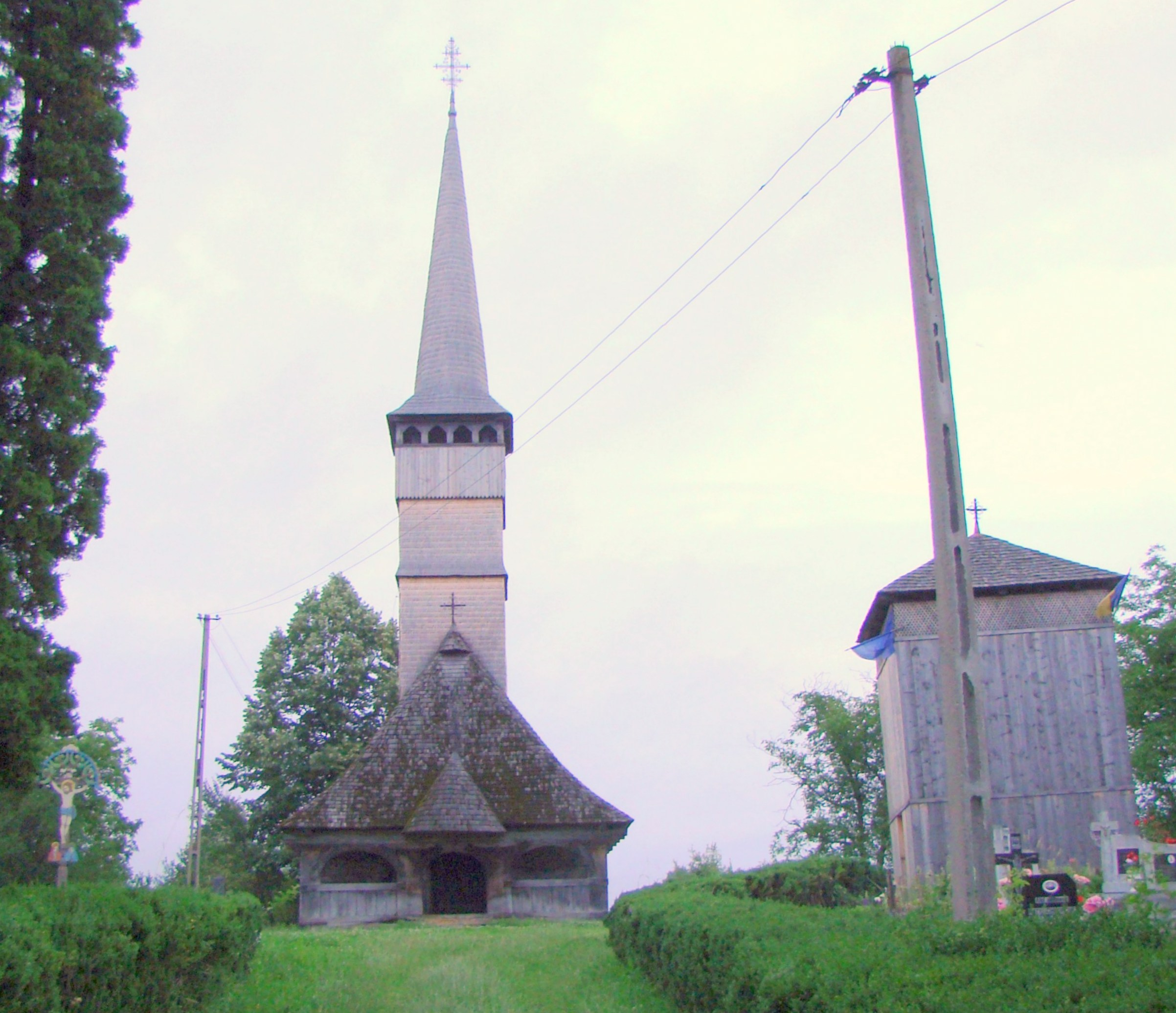
Biserica de lemn din Remetea Chioarului (monument istoric)
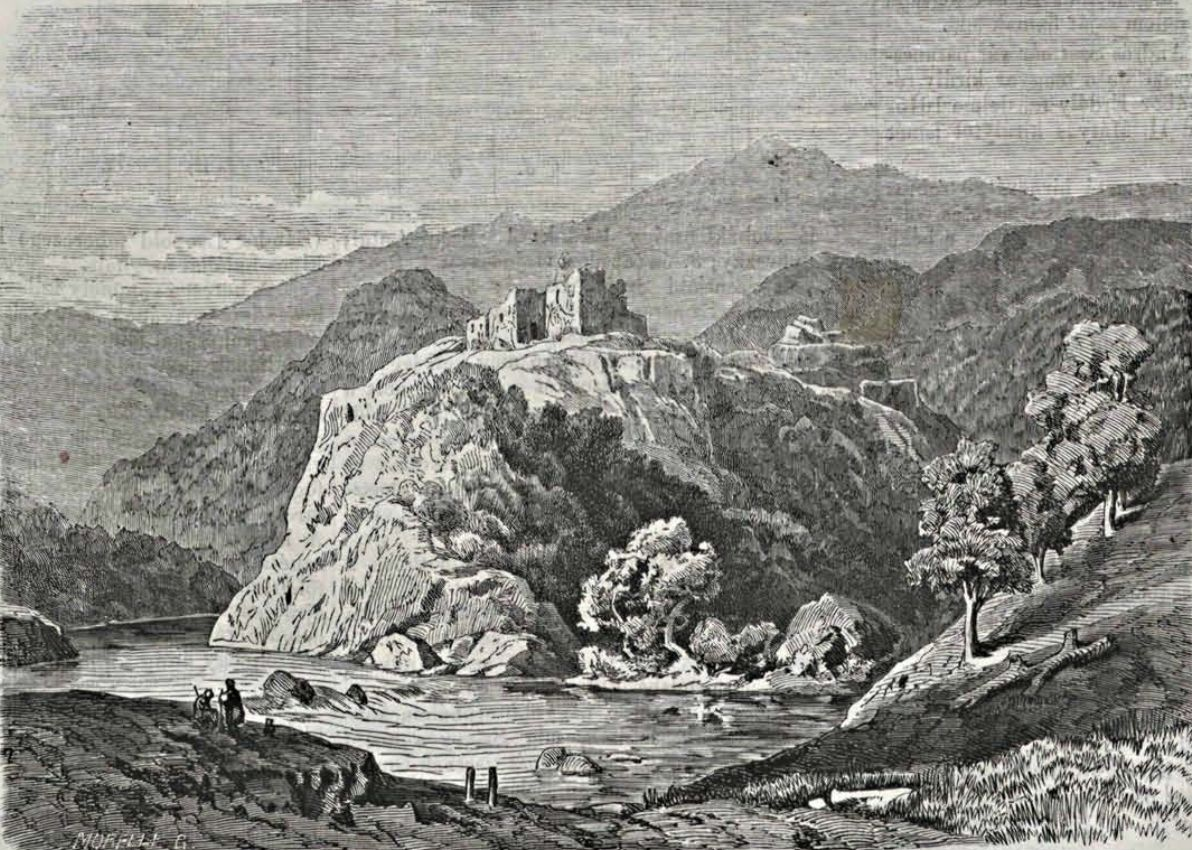
Cetatea Chioarului (litografie de epocă)
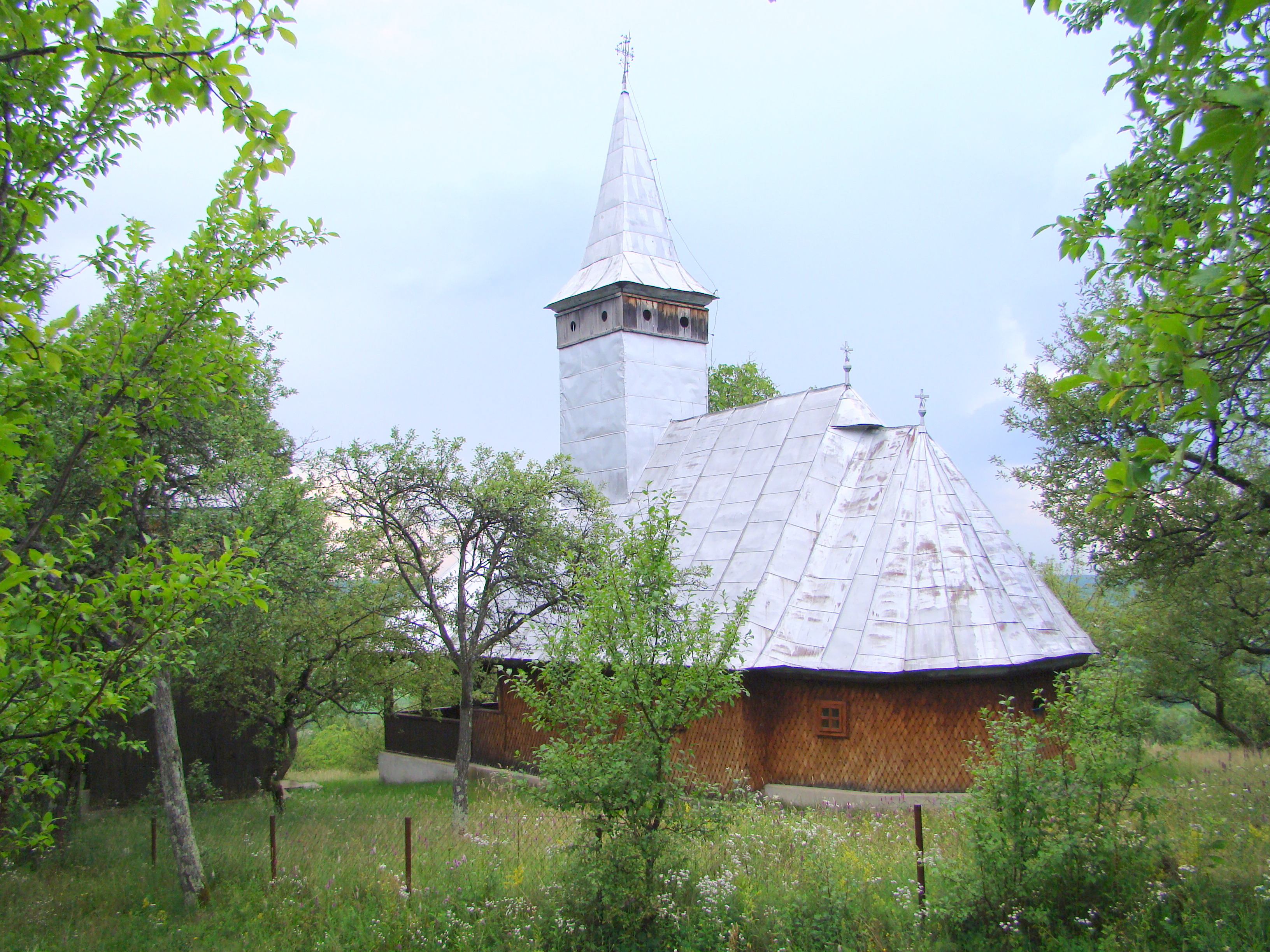
Biserica de lemn din Remecioara (monument istoric)
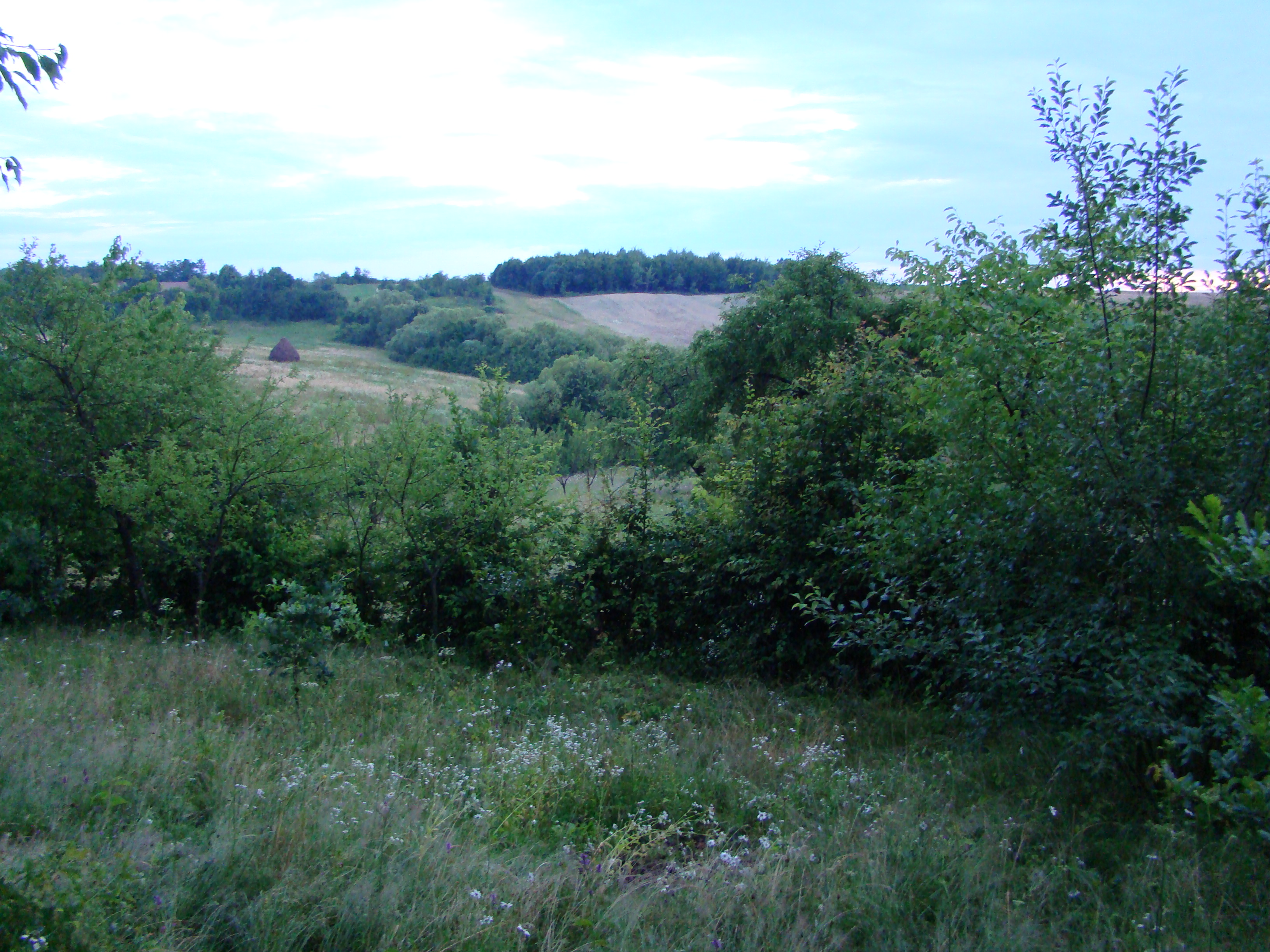
Posta
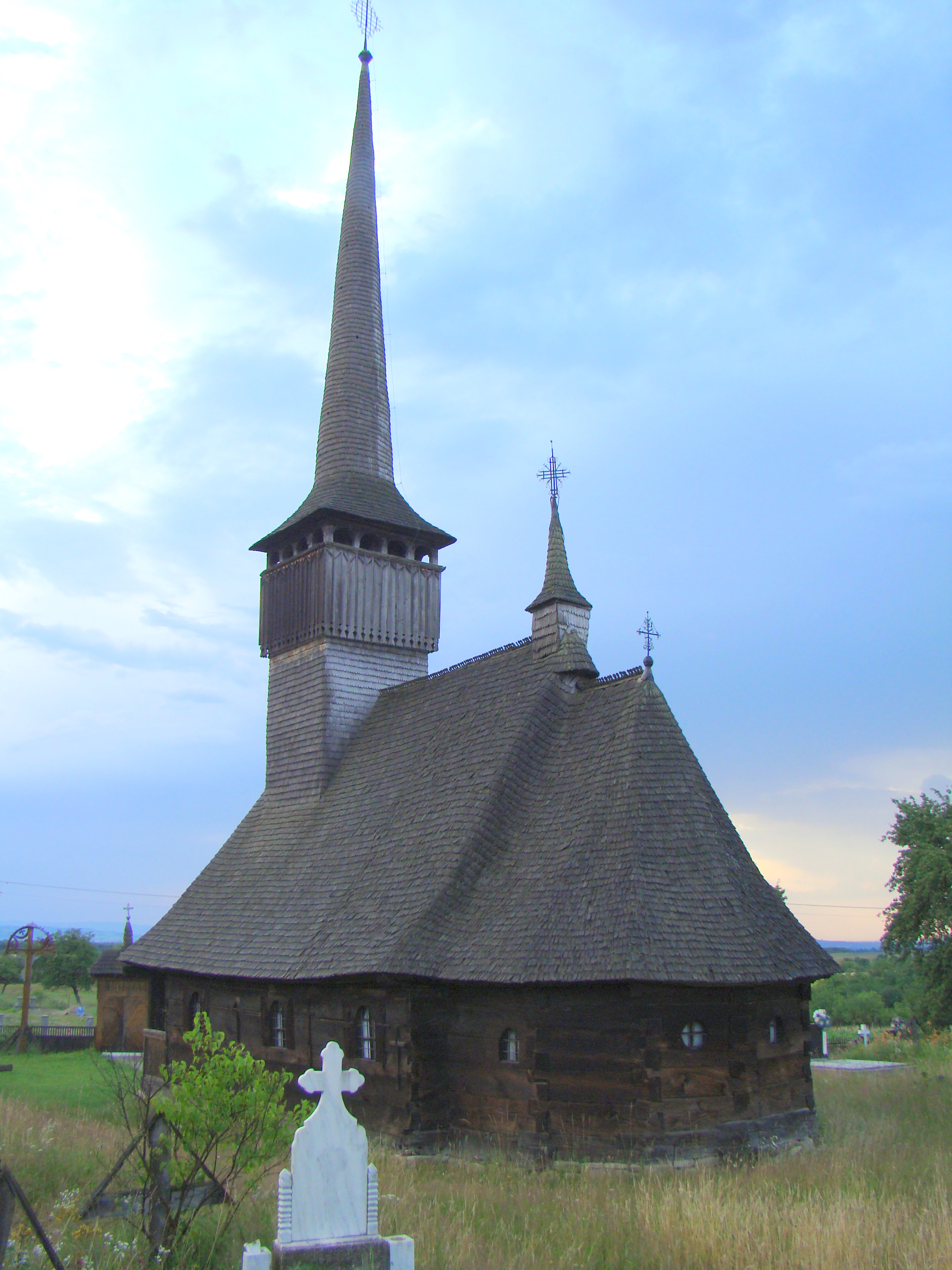
Biserica de lemn Sf.Ilie din Posta (monument istoric)
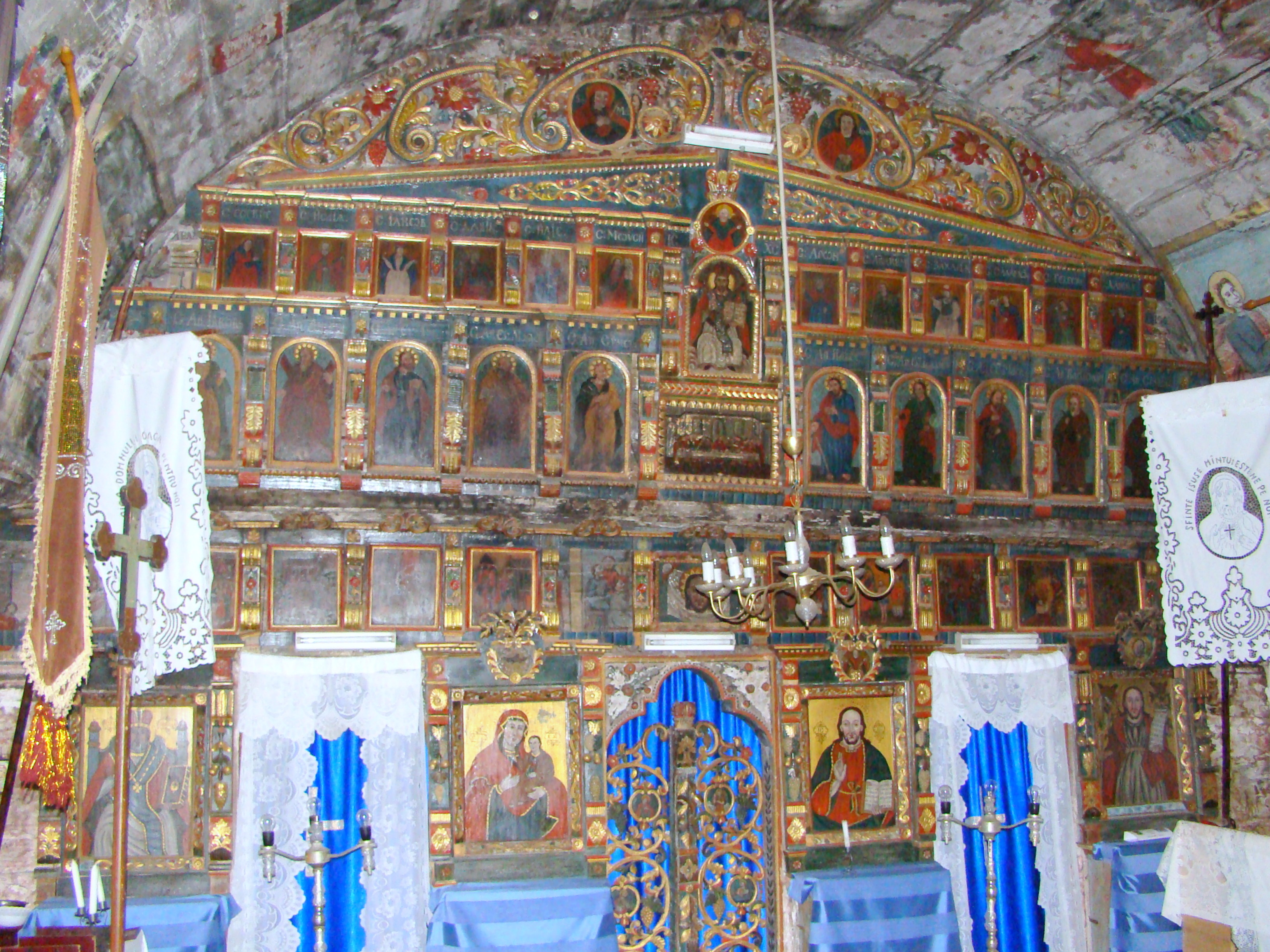
Biserica de lemn Sf.Ilie din Posta (iconostas)
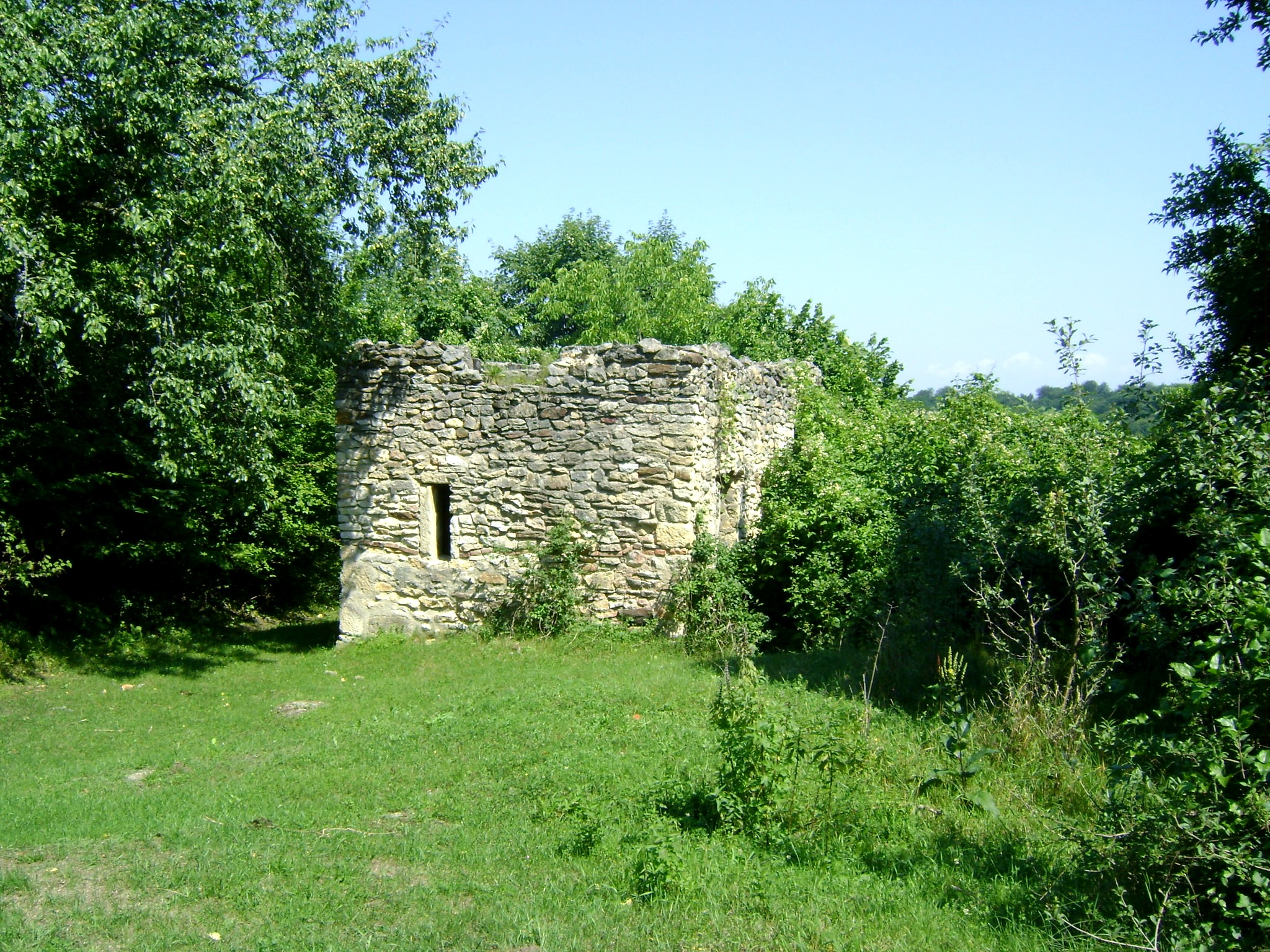
Cetatea Chioarului, ruine (Berchezoaia)